# Higonokami

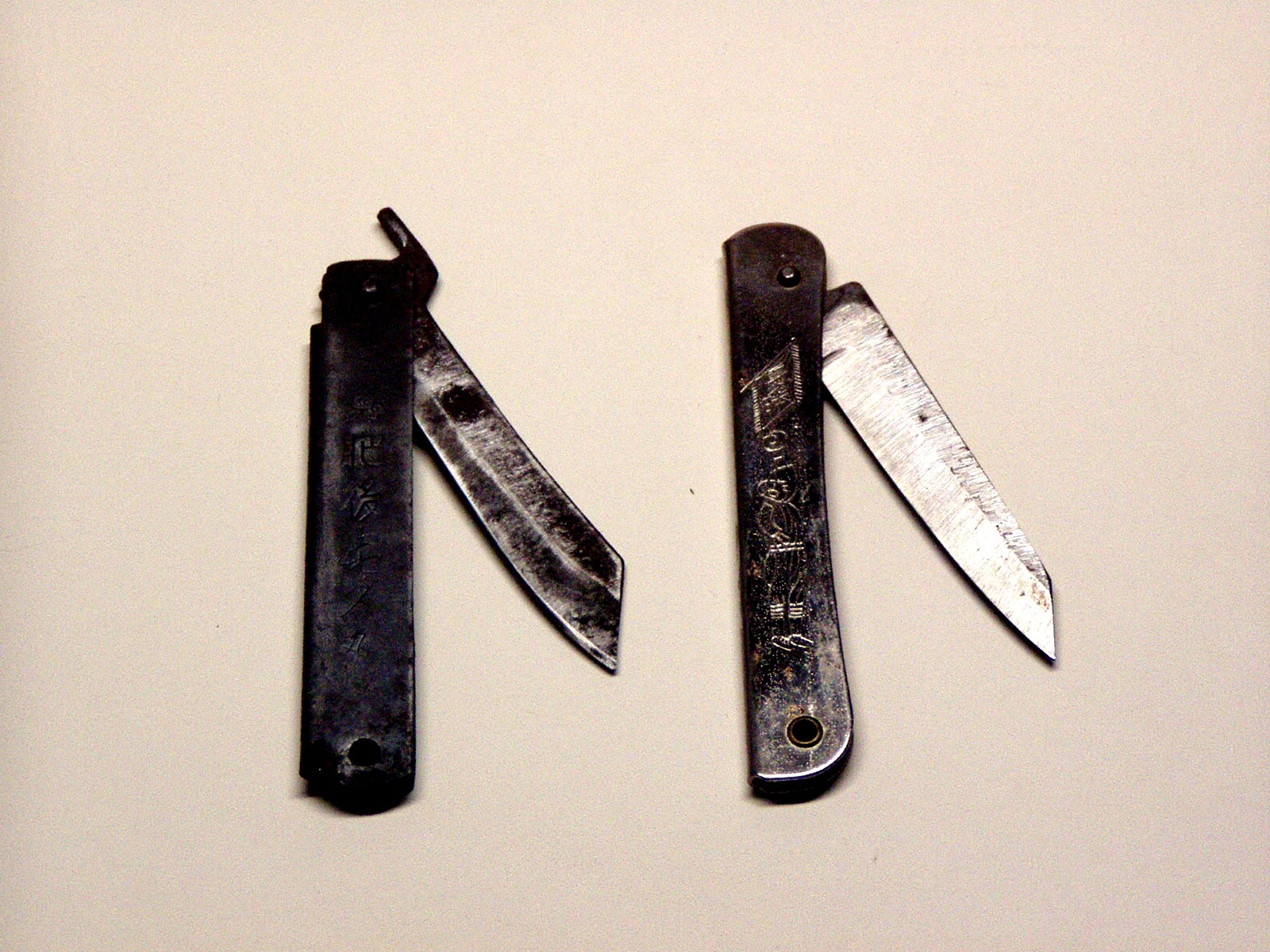
Navajas Higonokami

Un higonokami (higonokami (肥後守?) (肥後守?) es un tipo de navaja de bolsillo plegable que tiene su origen en 1896, en Miki, Prefectura de Hyōgo, Japón.  La navaja no tiene sistema de bloqueo, tan solo una plancha de fricción que utiliza la presión del pulgar del usuario sobre dicha plancha en forma de palanca icónica o chikir, para evitar que la hoja se doble durante el uso. El mango del Higonokami está hecho con una plancha de metal doblada. El mango está estampado con el nombre del fabricante del cuchillo y la hoja es de acero al carbono.
Higonokami se refiere a "Señor de Higo". Higo era una antigua provincia de Japón, en la isla de Kyūshū. Alternativamente, se usó como un título honorable para Samurai.

## Historia
El cuchillo apareció por primera vez en 1896 a raíz de los esfuerzos de los herreros para encontrar un nuevo producto en su lucha contra la disminución de la demanda de espadas con la decadencia del samurai bajo las reformas hechas por el emperador Meiji a finales del siglo XIX. Las navajas Higonokami probaron ser muy exitosas y fueron muy populares en Japón. La popularidad de las navajas se redujo después del endurecimiento de la legislación sobre cuchillos en Japón en 1961.